# Stigmachrysa elegans
Stigmachrysa elegans är en insektsart som beskrevs av Peter Esben-Petersen 1933. 
Stigmachrysa elegans ingår i släktet Stigmachrysa och familjen guldögonsländor. Inga underarter finns listade i Catalogue of Life.